# Феневичі
Фе́невичі — село в Україні, у Іванківській селищній громаді Вишгородського району Київської області.
Перша згадка про село датується 1097—1150 роками. Площа земель колишньої сільської ради становила 11239,8 га. Відстані від села: до Іванкова — 15 км; до с. Катюжанка Вишгородського району — 7 км; до Києва — 60 км. Кількість населення станом на 1.01.2008 року становила 1057 осіб. Села Рудня-Шпилівська та Рудня-Тальська відносяться до III зони гарантованого добровільного відселення, а села Феневичі та Соснівка — до IV зони посиленого радіоекологічного контролю.

## Історія села

### Київська Русь
Уперше село Феневичі згадується у літописах 1097—1150 років та у князівських грамотах.

### Велике Князівство Литовське,Річ ПосполитатаГетьманщина
Першим господарем села був греко-католицький митрополит Іпатій Потій, а з 1724 року разом з Іванковом воно перейшло у володіння князів Любомирських. Точних відомостей про заснування села немає. Проте відомо, що перші хати розміщувались там, де нині знаходяться хутір Млинок, Кошари, вулиця Козаченки. За півкілометра від хутора Млинок у бік Соснівки пролягав шлях з Іванкова на Київ. Біля шляху стояла корчма, а через Здвиж був дерев'яний міст. Старожили розповідають, що й село колись називалось Мостище. Звідки пішла назва Феневичі — теж невідомо, але, за легендою, дуже давно, за панування князів Любомирських, була тут Феня Любомирська, стара діва, яка і померла неодруженою. Очевидно на честь її імені і названо село.

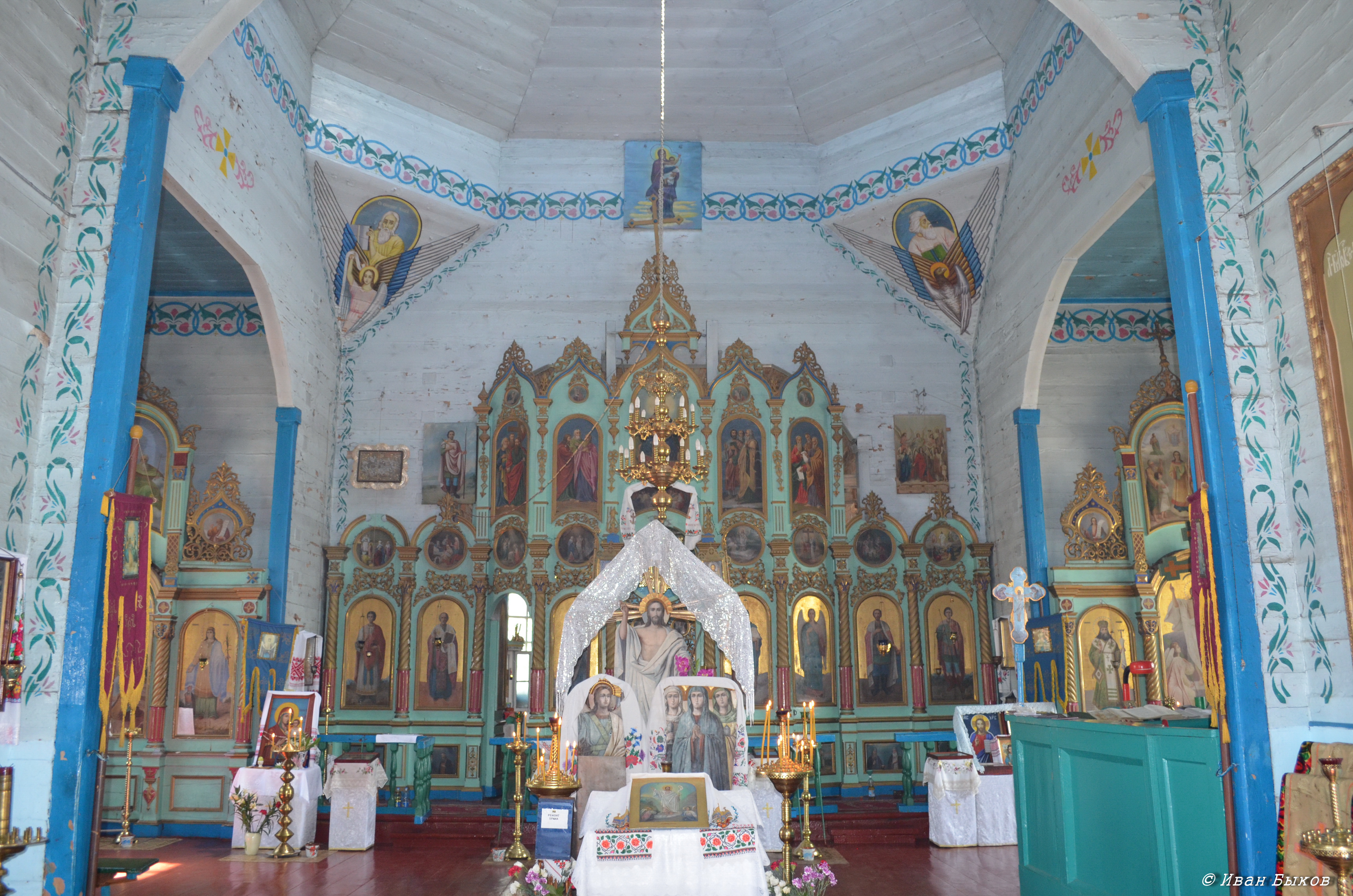
Феневичі. Церква Олександра Невського. Інтер'єр народного храму. 1900—1902 рр.

Село Феневичі розташоване на північ від Києва на лівому березі річки Здвиж. Близькість від шляху, що веде до Києва, великі можливості розробляти нові землі під ріллю і сіножаті приваблювали населення, кількість якого почала швидко зростати.

### Російська імперія

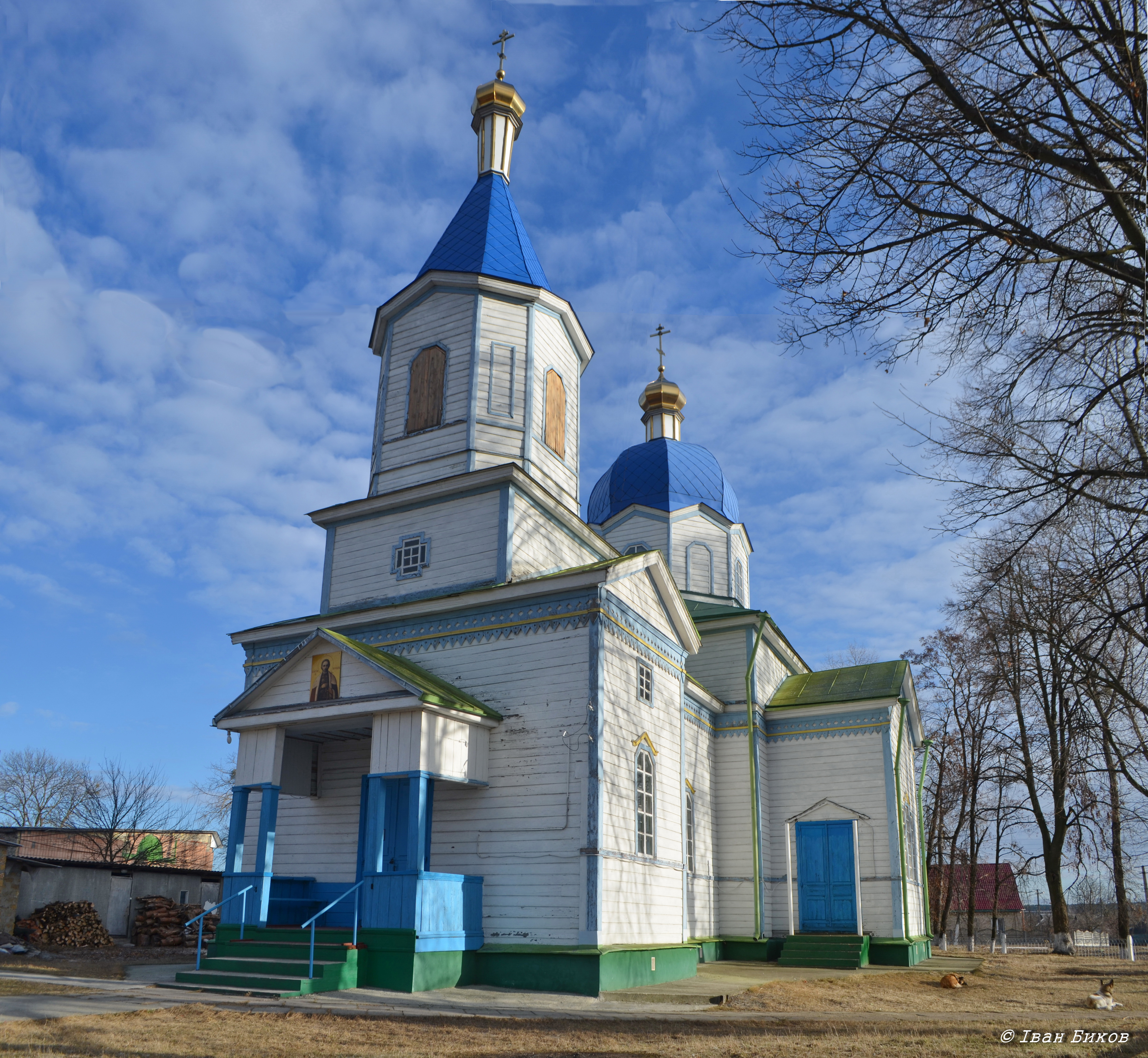
Феневичі. Дерев'яна церква Олександра Невського. 1900—1902 рр.

У липні 1831 року селяни Феневичів і сусідньої Термахівки напали на панський маєток. Виступ був жорстоко придушений.
У 1862 році селяни підняли бунт проти панщини. В селі не було школи, а віруючим доводилось ходити в церкву до Катюжанки. У 1840 році багатші члени громади обладнали з єврейської крамнички одну кімнату, найняли вчителя і відправили своїх дітей вчитися. Та дітей з бідних сімей не навчали.
У 1902 році в селі побудували гарну церкву, будинок для попа на 8 кімнат та однокласну школу з двома кімнатами (в одній навчалися, а в другій жив учитель). Через 5 років школа стала церковноприходською, основним предметом був Закон Божий. Навчав дітей батюшка Мефодій Дзозовський. Згодом у Феневичах побудували земську школу на дві класні кімнати з квартирою для завідувача. Вчилися від Покрови до Великодня, а потім усі діти йшли допомагати старшим по господарству: пасти худобу, орати і сіяти хліб.

### Українська революція
7 (20) листопада 1917 року, відповідно до Третього Універсалу Української Центральної Ради, увійшло до складу Української Народної Республіки.
У 1917—1918 роках влада в селі була в руках заможних селян, які брали участь у Всеукраїнському з'їзді рад в Києві. В 1918 році більшовиками в селі було створено сільвиконком. В різний час село опинялося під владою УНР, денікінців, дерикторії УНР. Становище селян, особливо бідноти, було дуже тяжким. З осені 1920 року в селі була утверджена влада більшовиків, село в ці роки входило до Чорнобильського повіту.
20 грудня 1920 року знову відкрилася початкова школа, яка не працювала з весни 1917 року.

### Перша радянська окупація
У 1921 році в селі утворився комнезам, першим головою якого був Сак Гавриленко. Був створений актив комнезаму, який займався землевпорядкуванням, збором насіння, забезпеченням ним незаможних селян. Комітет незаможних селян став авторитетним органом, до якого зверталися люди з різними питаннями. Практично одночасно почав діяти партійний осередок з трьох чоловік: С. Ю. Гавриленка, М. О. Костюченка, Й. А. Ничипоренка.
З 1 липня 1922 року організувалась хлібартіль «Новий шлях», до якої входило 14 сімей (48 осіб). В урочищі «Сяті» артілі було надано 120 десятин землі. Артіль проіснувала до 1924 року і була розпущена.
У 1924 році було засновано споживчу кооперацію, головою якої став Пилип Мороз, а перший магазин було відкрито в будинку священика. В 1925 році було побудовано приміщення магазину на два відділення та відкрито фельдшерсько-акушерський пункт, в якому працював здібний фельдшер Халемський, який в 30-х роках став професором медицини.
У господарстві було три кузні, шість млинів, дві приватні крамниці і дві кооперативні. Членів кооперативу було 249 чоловік. У селі існувала каса взаємодопомоги, до якої входили 141 чоловік. У школі навчалося 85 дітей. Були організовані два пункти лікнепу: один — для дорослих, другий — для підлітків.
У 1926 році ліспром та кредитспілка організували в с. Феневичі промислову артіль, яка побудувала деревообробний комбінат. Спочатку було встановлено пилораму, яка працювала від локомобіля. Пізніше на комбінаті було встановлено токарні і стругальні верстати, працювало чотири ковальських горни. На комбінаті пиляли ліс, виготовляли бочки, колеса, вози, виточували жіночі підбори. Тут працювало понад 60 членів промартілі.
У 1927 році в селі побудували клуб на 150 місць, відкрили бібліотеку. Клуб став основним місцем відпочинку селян. У 1927 році утворилась парторганізація на чолі з М. О. Костюченком.
Уже в 1928—1929 роках розпочала працювати семирічна школа, було побудовано клуб, відкрито бібліотеку, в яку передплачували журнали і газети для хати-читальні. Перших 5 випускників семирічної школи послали у 1931 році вчителями у Прибірськ, Обуховичі, Соснівку та Блідчу.
У 1929 році організувався колгосп, до якого входило 16 господарств. Першим головою колгоспу був І. В. Семененко, потім Г. І. Надбережний. Суспільна колективізація проходила в 1930 році. Було насильно розкуркулено 17 господарств, їх будівлі передані колгоспу.
У 1932-33 роках село пережило Голодомор — геноцид української нації.
У 1933 році в колгоспі з'явився перший трактор «Фордзон», а в 1938 році вже працювало три трактори МТС. В селі з'явилась нова професія — тракторист. У 1931 році було відкрито аптеку, а в 1932 році — семирічну школу колгоспної молоді, в 1937 році — середню школу. До 1941 року школу закінчило три випуски (38 учнів), в 1941 році у Феневицькій школі навчалося 329 учнів.
У 1939 році була побудована невелика електростанція, встановлено двигун внутрішнього згорання і динамо. Освітлені були колгоспне подвір'я, корівники, контора колгоспу, школа, центральна вулиця, клуб і сільрада.

#### Голодомор 1932-1933
За даними держархіву Київської області встановлено, що в селі від голоду загинуло 177 осіб. Це люди різного віку, є багато дітей. Звичайно, на той час дані про смертність приховувались.
Жертв голоду в селі було значно більше. В селі живе 100 постраждалих від голоду.
Мартиролог жителів с. Феневичі — жертв Голодомору 1932—1933 років укладений за архівними даними (ДАКО, фр-5634. оп. 1, спр. 424, арк. 112—142; спр. 429, арк. 51-107).
У мартирологу в алфавітному порядку мовою оригіналів вказані при наявності даних прізвище, ім'я, по батькові, дата смерті, вік померлого та причина смерті:
1. Артеменко Микола Іванович, 19.01.1933, 5 р.
2. Гавриленко Аріська, 30.01.1933, 90 р.
3. Гавриленко Василь Олексійович, 11.05.1933, 60 р.
4. Гавриленко Грицько Михайлович, 16.10.1932 р., 10 років, не відомо
5. Гавриленко Мелашка Хомівна, 07.07.1933, 80 р.
6. Гавриленко Миколай Данилов., 25.07.1933, 6 місяців
7. Гавриленко Надія Гнатівна, 24.07.1932 р., 12 р., не відомо
8. Гавриленко Овдюха Олексіївна, 17.12.1932
9. Гавриленко Овдюха Романівна, 31.07.1932 р., 65 років, не відомо
10. Гавриленко Олександр Лукошович, 26.02.1933 р., 2 р.
11. Гавриленко Олександр Цеатович, 06.01.1933, 60 р.
12. Гавриленко Петро Михайлович, 04.07.1933, 6 місяців
13. Гавриленко Федір Кирилович, 01.07.1933, 50 р.
14. Гриценко Василь Якович, 04.11.1932 р., 1 рік, не відомо
15. Гриценко Галя Павлова, 13.07.1933, 6 р.
16. Гриценко Микола Павлович, 03.05.1932 р., 4 місяці, не відомо
17. Гриценко Мотра Федорівна, 17.08.1932 р., 65 р., не відомо
18. Гриценко Олександр Федорович, 14.03.1932 р., 1 рік, не відомо
19. Гриценко Павло Васильович, 06.07.1933, 28 р.
20. Гриценко Степан, 15.08.1932 р., не відомо
21. Грищенко Аріська Йосипівна, 29.01.1933, 88 р.
22. Грищенко Василь Федорович, 15.06.1933, 5 місяців
23. Грищенко Олександр Федорович, 30.01.1933, 6 діб
24. Грищенко Семен Семенович, 10.07.1933, 67 р.
25. Грищенко Софія Павлова, 21.07.1933, 2 р.
26. Грищенко Степан Семенович, 0.07.1933, 67 р.
27. Грищенко Федір Іванович, 16.07.1933, 49 р.
28. Грищенко Яків Федорович.19.06.1933, 42 р.
29. Давиденко Іван Савелійович, 07.01.1933, 107 р.
30. Давиденко Микола Семенович, 19.02.1932 р., 27 років, невідомо
31. Давиденко Нечипор Митрофанович,12.03.1933, 27 р.
32. Давиденко Хома Семен., 17.07.1933, 50 р.
33. Дорошенко Федір Петрович, 28.06.1933, 30 р.
34. Дрозд Володимир Нестер., 23.07.1933, 14 р.
35. Дрозд Михайло Нестеров., 16.12.1933, 1міс. 10 днів
36. Іваненко Антон Грицьків, 30.08.1933, 38 р.
37. Іваненко Варка Антонівна, 31.05.1932 р., 33 роки, не відомо
38. Іваненко Василь Андрійов., 7.07.1933, 5 р.
39. Іваненко Катерина Андріїв., 7.07.1933, 8 р.
40. Іваненко Кузьма Степанович, 28.06.1933, 60 р.
41. Іваненко Марія Іванівна, 11.05.1933, 108 р.
42. Іваненко Марія Олександрівна, 05.07.1933, 13 р.
43. Іваненко Олександр Іванович, 08.07.1933, 23 р.
44. Іваненко Олександр Іванович, 02.11.1932, 1,5 р.
45. Іваненко Олександра, 31.12.1932
46. Іваненко Петро Ігнатович, 04.03.1932 р., 4 роки, не відомо
47. Іваненко Степан Семен., 22.06.1933, 28 р.
48. Іваненко Федір Максим., 22.07.1933, 53 р.
49. Кожемьяченко Марья Кирилівна, 06.10.1932 р., 7 років, не відомо
50. Козаченко Марія Василівна, 28.06.1933, 2 р.
51. Козаченко Олександр Іванович, 06.12.1932, 16 р.
52. Козаченко Ольга Михайлівна, 14.03.1932 р., 2 роки, не відомо
53. Костецький Ілля Павлович, 24.10.1933, 53 р.
54. Костюченко Андрій Тимофійович, 03.05.1932 р., 32 роки, не відомо
55. Костюченко Іван Іванович, 28.06.1933, 22 р.
56. Костюченко Кузьма Йовдоким., 28.06.1933, 64 р.
57. Костюченко Микола Олександрович, 11.05.1933 р., 7 місяців.
58. Костюченко Пилип Степанов, 2.08.1933, 65 р.
59. Костюченко Тетяна Василівна, 20.05.1932 р. 27 років, не відомо
60. Крименок Василь Васильович, 31.05.1933, 70 р.
61. Кшинська Надія Василівна, 28.04.1932 років, 2 місяці, не відомо
62. Лиситченко Роза Тихонівна, 08.1932 р., не відомо
63. Марченко Грицако Тодосійович, 11.02.1933, 78 р.
64. Марченко Грицько Степанов., 6.07.1933, 65 р.
65. Марченко Овдюшка Сидорова,16.07.33, 40 р.
66. Марченко Олена Кіндратівна, 18.01.1933, 58 р.
67. Марченко Петро Грицьків
68. Мельниченко Андрій Кузьмович, 05.04.1933, 30 р.
69. Мельниченко Василь Михайлович, 03.11.1932 р., 3 роки, не відомо
70. Мельниченко Грицько Миронович, 26.09.1933, 72 р.
71. Мельниченко Іван Данилович, 24.05.1933, 4 р.
72. Мельниченко Іван Минович, 08.04.1933, 70 р.
73. Мельниченко Іван Петрович, 14.02.1932 р., 10 міс., не відомо
74. Мельниченко Ілько Мецеїв, 2.12.1933
75. Мельниченко Марья Миколаївна, 29.04.1932 р., 1 рік
76. Мельниченко Хома Миколайович, 29.07.1933, 70 р.
77. Мороз Іван Ількович, 03.05.1932 р., 1 місяць
78. Мороз Ілько Петрович, 21.05.1933, 60 р.
79. Мороз Ліна Ільківна, 04.07.1933, 35 р.
80. Мороз Лукаш Ількович, 31.05.1933, 29 р.
81. Мороз Михайло Петрович, 16.04.1933, 50 р.
82. Мороз Савія Хомівна, 20.05.1932 р., 5 місяців
83. Мороз Савка Гордієвич, 22.04.1932 р., 65 р., не відомо
84. Мороз Федір Терешкович, 01.03.1933, 70 р.
85. Настенко Грицько Остапів
86. Настенко Грицько Федорович, 08.03.1932 р., 75 р., не відомо
87. Настенко Іван Данилович, 20.01.1932 р., 1 рік, не відомо
88. Настенко Іван Ничипорович, 23.08.1932 р., 4 роки, не відомо
89. Настенко Кузьма Степанович 04.07.1933, 10 р.
90. Настенко Марья Терешківна, 26.09.1932 р., 5 років, не відомо
91. Настенко Микола Данилович, 21.06.1933, 6 р.
92. Настенко Микола Федорович, 27.10.1932 р., 73 роки, не відомо
93. Настенко Миря,18.08.1933, 3 міс.
94. Настенко Настя Семенов, 20.06.1933, 20 р.
95. Настенко Оксана Данилова. 21.06.1933, 8 р.
96. Настенко Устя Гнат, 21.06.1933, 65 р.
97. Настенко Микола Терешков, 23.03.1933, 7 місяців
98. Настенко Тимох Лукашевич, 21.05.1933, 66 р.
99. Настенко Тимох Трохимов, 10.07.1933, 52 р.
100. Нестенко Михайло Трохим, 6.07.1933, 57 р.
101. Нечипоренко Іван Олександров., 8.07.1933, 28 р.
102. Нечипоренко Олександр Миколайович, 31.05.1932 р., 4 роки
103. Нечипоренко Семен Іванович, 12.04.1933, 58 р.
104. Нечипоренко Федір Семенович, 10.01.1932 р. 22 роки
105. Ничипоренко Василь Іванович, 23.11.1932 р., 5 місяців
106. Ничипоренко Катерина Семенівна, 03.05.1932 р., 10 років
107. Ничипоренко Олександр К., 20.061933, 60 р.
108. Ничипоренко Текля Петр., 24.12.1933, 24 р.
109. Пасічко Дуня Євдокимова, 15.05.1933, 3 р.
110. Пасічко Іван Ількович, 14.05.1933, 63 р.
111. Петренко Михайло Тихонов., 20.04.1933,30 р.
112. Петришин Володимир Олізарович, 02.04.1932 р., не відомо
113. Прицепко Яків Федоров., 9.06.1933, 42 р.
114. Романенко Павло Олександрович, 16.06.1933, 56 р.
115. Романенко Василь Іванович, 05.10.1932 р., 13 років, не відомо
116. Романенко Вовик Олександр., 16.06.1933, 56 р.
117. Романенко Олександрович Павлів, 10.07.1933, 31 р.
118. Романенко Семкліда Грицькова, 30.03.1933, 40 р.
119. Ткаченко Мотра Павлівна, 27.06.1932 р., 38 років,
120. Ткаченко Там'ян Миронович, 15.01.1933, 57 р.
121. Федоренко Микола Іванович, 05.08.1932 р., не відомо
122. Федоренко Грицько Васильович, 09.03.1932 р., 27 років
123. Федоренко Матвій Минович, 30.01.1933,73 р.
124. Федоренко Микола Антонов, 29.04.1933,2 р.
125. Федоренко Микола Семенович, 08.08.1932 р., 6 років
126. Федоренко Михайло Якович, 04.07.1933, 9 р.
127. Федоренко Уляна Степанівна, 08.06.1933, 80 р.
128. Федоркін Назар Іванович, 27.05.1932 р., 5 років, не відомо
129. Харченко Степан Миколаїв, 20.08.1933, 45 р.
130. Чербак Ганна Степанівна, 15.05.1932 р., 18 років
131. Черненко Марія Іванівна, 12.12.1932 р., 27 років, невідома
132. Чупрієнко Марія Іванівна, 12.12.19032, 10 днів
133. Чупрієнко Марія Іванівна, 12.12.1932, 10 днів
134. Шевченко Варка Павлівна, 17.06.1932 р., 1 рік, не відомо
135. Шевченко Василь Іванович, 29.08.1933, 10 р.
136. Шевченко Володимир Лівер., 24.04.1933 р.
137. Шевченко Грицько Іванович, 22.07.1933, 2 р.
138. Шевченко Данило Романович, 08.06.1933, 40 р.
139. Шевченко Домна Андріївна, 5.01.1933, 60 р.
140. Шевченко іван Антонович, 07.12.1932, 70 р.
141. Шевченко Іван Васильов. 4.07.1933, 45 р.
142. Шевченко Іван Іванович, 13.10.1932 р.,12 років, не відомо
143. Шевченко Коля Миколайович, 10.03.1933, 2 р.
144. Шевченко Конон Васил., 7.1933, 27 р.
145. Шевченко Липа Іванівна, 17.08.1932 р. 90 р., по старості
146. Шевченко Макар Петров., 19.06.1933, 38 р.
147. Шевченко Марія Степанів., 5.07.1933, 39 р.
148. Шевченко Марія Степанів, 5.07.1933, 35 р.
149. Шевченко Марья Сергієвна, 2.11.1933 р., 5 років,
150. Шевченко Мотря Миколаїв., 5.07.1933, 12 р.
151. Шевченко Олександр Степанович, 25.09.1932 р. 16 днів
152. Шевченко Ольга Іванівна, 19.10.1932 р., 5 років, не відомо
153. Шевченко Ольга Павлівна, 08.02.1932 р., 13 р., не відомо
154. Шевченко Приська Захарівна, 01.11.1932 р., 65 р., не відомо
155. Шевченко Роман Антонович, 12.03.1933, 81 р.408
156. Шевченко Техля Максимов., 13.03.1933, 38 р.
157. Шевченко Федор Омелькович, 29.08.1933, 24 р.
158. Шевченко Федоска Василівна, 17.05.1932 р., 77 років.
159. Шененко Іван Макарович, 22.07.1933, 57 р.
160. Шененко Марія Василівна, 07.02.1933, 7 р.
161. Шененко Стенан Макаров., 22.071933, 57 р.
162. Шило Авдюха Антипівна, 28.01.1932 р., 72 роки, по старості
163. Шило Марія Ничипорівна, 9.06.1933, 20 р.
164. Шило Софія Павлівна, 20.10.1932 р., 6 років, не відомо
165. Шиненко Лукаш Маркович, 08.05.1932 р., 21 рік, не відомо
166. Щербак Василь Іванович, 28.06.1933, 8 р.
167. Щербак Галя Данилова, 24.03.1933, 10 р.
168. Щербак Грицько Федоров., 25.07.1933, 3 міс.
169. Щербак Іван Андріїв, 28.06.1933, 60 р.
170. Щербак Катерина Петрова, 29.06.1933, 60 р.
171. Щербак Марія Андріївна, 18.04.1933, 37 р.
172. Щербак Марья Федорівна, 01.09.1932 р., 3 місяці, не відомо
173. Щербак Микола Васильович, 17.10.1932 р., 8 років, не відомо
174. Щербак Роман Тимохів, 8.09.1933, 21 р.

### Німецько-радянська війна
Великим випробуванням для феневичан стали роки Німецько-радянської війни. До Радянської армії було мобілізовано 237 чоловік. Деревообробний комбінат було підірвано. 16 липня 1941 року в селі з'явились перші німецькі солдати. За два роки і два місяці в Німеччину було вивезено 177 осіб, 12 — не повернулось. Востаннє до Німеччини вивозили селян восени 1943 року, перед приходом Радянської Армії. Під час німецької окупації повністю було зруйноване господарство колгоспу і спалена школа. В навколишніх лісах діяли партизанські групи, командиром однієї з яких був Петро Федоренко.
6 листопада 1943 року село було захоплене радянськими військами. У боях за село загинуло 80 бійців, які поховані в братській могилі. За мужність і відвагу, виявлені на фронті, 282 мешканці села були відзначені урядовими нагородами, а 145 — не повернулися до рідного дому.
На фронтах Німецько-радянської війни воював учитель Володимир Покровський. Нині він уже на пенсії, отримавши за сумлінну працю та громадську діяльність б державних нагород та понад 100 грамот. Серед них орден Трудового Червоного Прапора, медаль «За доблесну працю», золота медаль до Почесної грамоти Президії Верховної Ради Української РСР.

### Друга радянська окупація
У селі утворилися два колгоспи: ім. Шевченка та ім. Перемоги. В 1950 році колгоспи з'єднались в один — ім. Шевченка. 31945 по 1955 рік головою колгоспу був Іван Федоренко. В 1958 році до складу колгоспу ввійшли колгосп ім. Леніна с. Соснівки та колгосп ім. XX з'їзду КПРС с. Рудні-Тальської. В 1960 році колгосп об'єднався в один, головою був обраний Федір Прищепа.

#### Чорнобильська трагедія
І ще одне випробування випало на долю нашого краю — Чорнобильська трагедія 1986 року. Сільський голова Микола Фесан займався прийомом та розселенням евакуйованих людей із міста Прип'ять. Усього по сільській раді було прийнято і розселено близько 200 сімей. Вони їздили на роботу (вахтовим методом) в місто Чорнобиль. 17 травня 1986 року учнів з учителями Феневицької середньої школи було евакуйовано в місто Одесу в санаторій «Казковий». У селі Феневичі по шляху на село Соснівку знаходився пункт санітарної обробки техніки. Проживали бригади міліції та лікарів, була встановлена радіоточка, яка стала основним джерелом інформації для населення.
У 1988 році було побудовано селище для потерпілих від аварії на ЧАЕС У ньому проживає 90 сімей. Збудовано нову школу, приміщення магазину (торговельного центру з будинком побуту), сільської ради. Кількість постраждалих, які проживають на території села, — 930 чоловік, з них 226 дітей, 29 ліквідаторів.

### Незалежна Україна
12 червня 2020 року, відповідно до розпорядження Кабінету Міністрів України № 715-р «Про визначення адміністративних центрів та затвердження територій територіальних громад Київської області», увійшло до складу Іванківської селищної територіальної громади.
19 липня 2020 року, в результаті адміністративно-територіальної реформи та ліквідації Іванківського району, село увійшло до складу новоутвореного Вишгородського району.

### Російське вторгнення в Україну (2022)
З кінця лютого до 1 квітня 2022 року під час російсько-української війни село було окуповане російськими військами.

## Сьогодення
У селі є такі об'єкти соціально-культурної сфери: Феневицьке НВО «ЗОШ І-ІІІ ступенів — дитячий садок», будинок культури, нічний клуб, медична амбулаторія, поштове відділення, ощадкаса, аптека, лісництво, церква св. Олександра Невського Православної Церкви України.
До послуг населення 5 магазинів, зареєстровано 22 приватних підприємців, які займаються деревообробкою та торгівлею. Приємним є те, що понад 200 жителів села працюють на приватних підприємствах, хто на постійних, а хто на тимчасових роботах. Одне з найбільших підприємств у селі займається виготовленням дверей.

## Населення
- 1488 осіб (1970)
- 1057 осіб (2008)

### Мова
Розподіл населення за рідною мовою за даними перепису 2001 року:
| Мова                | Кількість | Відсоток |
| ------------------- | --------- | -------- |
| українська          | 1099      | 96.82%   |
| російська           | 32        | 2.82%    |
| білоруська          | 1         | 0.09%    |
| румунська           | 1         | 0.09%    |
| інші/не визначилися | 2         | 0.18%    |
| Усього              | 1135      | 100%     |

## Інфраструктура
За радянських часів у селі розташовувався колгосп ім. Леніна який мав 3,7 тис. га сільськогосподарських угідь, з них 1,8 тис. га орної землі.
У селі є середня школа, клуб, бібліотека, лікарня.

## Відомі жителі села
- В семидесятих роках минулого століття в місцевій школі працював викладачем відомий шевченкознавець, заслужений діяч мистецтв України Яцюк Володимир Макарович.

## Галерея

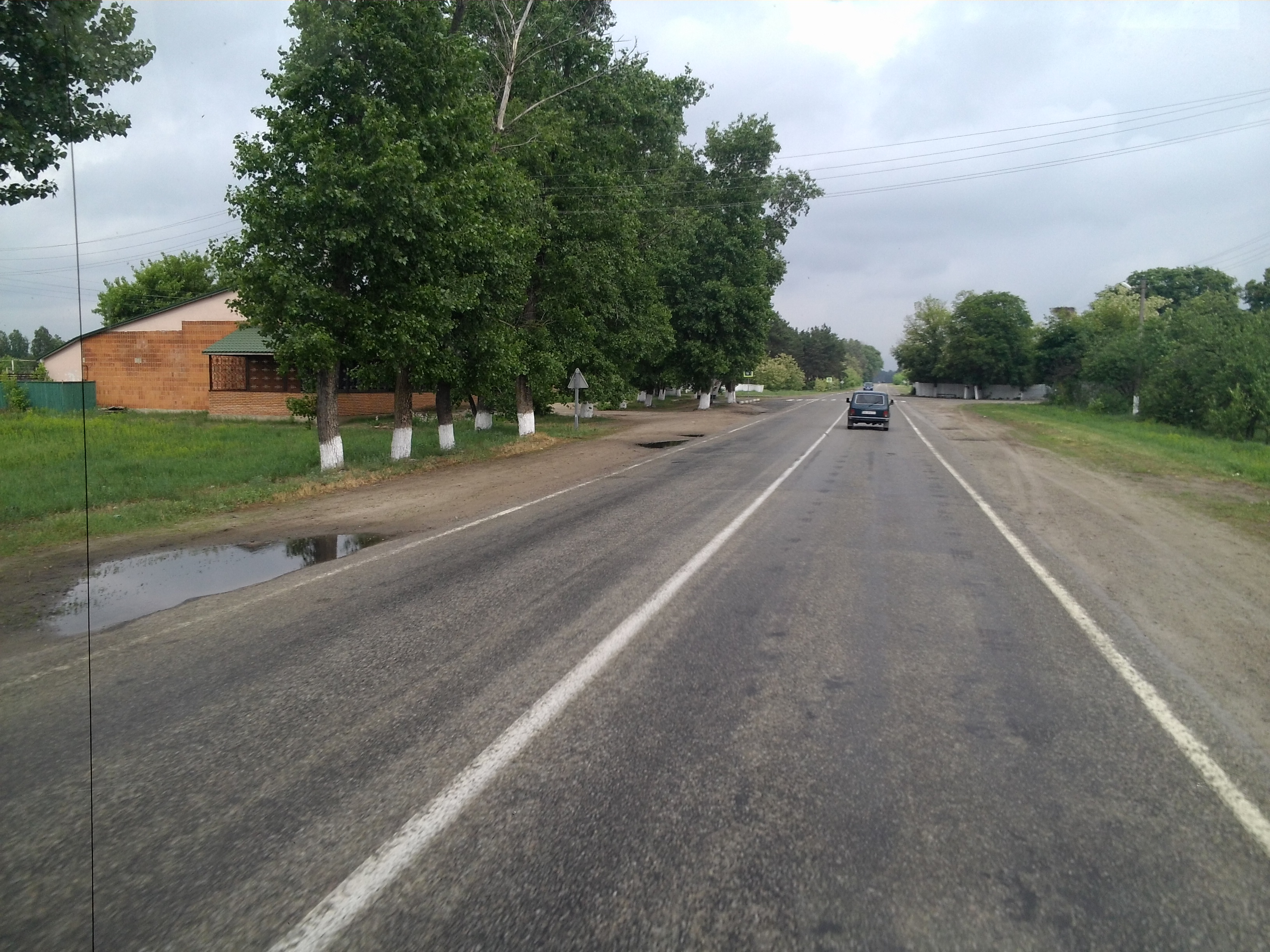
Автодорога, що проходить через село